# Södra Fingerboda naturreservat
Södra Fingerboda naturreservat är ett naturreservat i Nora kommun i Örebro län.
Området är naturskyddat sedan 2024 och är 56 hektar stort. Reservatet ligger sydost om Nora och består av sandtallskog och skuggiga blandskogsmiljöer samt en bäck.